# Bangalore Venkat Raman
Dr. Bangalore Venkata Raman (1912 – 1998) byl indický tradiční astrolog proslulý svými přesnými předpověďmi. Byl autorem četných knih a výzkumných prací a podnikl četná zahraniční přednášková turné. Roku 1936 založil odborný časopis The Astrological Magazine. Také založil a předsedal organizaci Indian Council of Astrological Sciences. Po jeho úmrtí v jeho práci pokračuje jeho dcera Gájatrí Déví Vásudév, která nyní vydává The Astrological Magazine.